# Krzywcza
Krzywcza est une localité polonaise, siège de la gmina de Krzywcza, située dans le powiat de Przemyśl en voïvodie des Basses-Carpates.